# Gerhard Ertl
Gerhard Ertl (n. 10 octombrie 1936, Stuttgart, Germania Nazistă) este un chimist german, laureat al Premiului Nobel pentru chimie  pe anul  2007.
Motivația Juriului Nobel: „for his studies of chemical processes on solid surfaces”.